# 강동구립강일도서관
강일도서관은 서울특별시 강동구 강일동 소재의 구립도서관이다.

## 연혁
- 1991년 12월 28일 개관

## 시설현황
- 4층: 어린이자료실, 유아자료실, 디지털자료실
- 5층: 종합자료실, 일반열람실

## 이용방법
이용시간
| 구분         | 평일                            | 주말(토·일요일)                 |
| ------------ | ------------------------------- | ------------------------------- |
| 어린이자료실 | 09:00 ~ 23:30                   | 09:00 ~ 17:00                   |
| 종합자료실   | 09:00 ~ 19:00                   | 09:00 ~ 17:00                   |
| 디지털자료실 | 09:00 ~ 17:00                   | 09:00 ~ 17:00                   |
| 일반열람실   | 하절기(3월~10월): 07:00 ~ 22:00 | 동절기(11월~2월): 05:00 ~ 22:00 |

휴관일
- 정기휴관일: 매주 일요일
- 법정공휴일: 「관공서의 공휴일에 관한 규정」이 정하는 공휴일 (단, 일요일은 제외)
- 임시휴관일: 도서관의 정리등 기타 관장이 필요하다고 인정하는 날

대출방법
- 대출자격: 강동구 도서관 회원증 소지자
- 대출권수: 총 35권 (자관 29권+타관6권)
※자관: 최초 가입한 소속도서관
※타관: 자관을 제외환 강동구 24개 도서관(작은도서관 포함)
- 대출기간: 80일
- 대출연장: 최대 180일, 1회가능

## 참조
1. ↑  강동구립 강일도서관 홈페이지 자료현황[깨진 링크(과거 내용 찾기)]